# Hrestivka, Ceaplînka
Hrestivka (în ucraineană Хрестівка) este localitatea de reședință a comunei Hrestivka din raionul Ceaplînka, regiunea Herson, Ucraina.

## Demografie
Componența lingvistică a localității Hrestivka
     Ucraineană (72,02%)
     Rusă (6,67%)
     Alte limbi (0,3%)
Conform recensământului din 2001, majoritatea populației localității Hrestivka era vorbitoare de ucraineană (72,02%), existând în minoritate și vorbitori de rusă (6,67%).